# Josef Terboven
Josef Antonius Heinrich Terboven (23 de maio de 1898 – 8 de maio 1945) foi um líder nazista mais conhecido como o Reichskommissar para a Noruega durante a ocupação alemã do território norueguês.

## Juventude
Terboven (do holandês ter Boven) nasceu em Essen, Alemanha, como filho de uma pequena pequena nobreza de descendência holandesa. Ele serviu na artilharia de campanha alemã e na nascente força aérea na Primeira Guerra Mundial e foi condecorado com a Cruz de Ferro, chegando ao posto de tenente. Ele estudou direito e ciências políticas nas universidades de Munique e Friburgo, onde se envolveu pela primeira vez com política.

## Carreira no Partido Nazista
Abandonando a universidade em 1923, Terboven ingressou no NSDAP com o número de membro 25 247 e participou do Putsch da cervejaria em Munique. Quando o NSDAP foi posteriormente banido, ele encontrou trabalho em um banco por alguns anos antes de ser despedido em 1925.
Ele então foi trabalhar em tempo integral para o partido nazista. Terboven ajudou a estabelecer o partido em Essen e se tornou Gauleiter lá em 1º de agosto de 1928. De 1925 em diante, ele fez parte do Sturmabteilung, no qual alcançou o posto de Obergruppenführer em 9 de novembro de 1936. Em 29 de junho de 1934, Terboven casou-se com Ilse Stahl, ex-secretária e amante de Joseph Goebbels. Adolf Hitler foi o convidado de honra do casamento. Em 5 de fevereiro de 1935, Terboven foi nomeado Oberpräsident do Rheinprovinz da Prússia, que incluía Gau Essen e três outros Gaue. Ele assim uniu sob seu controle os mais altos cargos partidários e governamentais dentro de sua jurisdição. Com a eclosão da guerra em 1 de setembro de 1939, ele foi nomeado comissário de defesa do Reich para Wehrkreis VI, que incluía seu Gau junto com Gau Dusseldorf, Gau Cologne-Aachen e a maior parte de Gau Westphalia-North e Gau Westphalia-South.

## Regra da Noruega

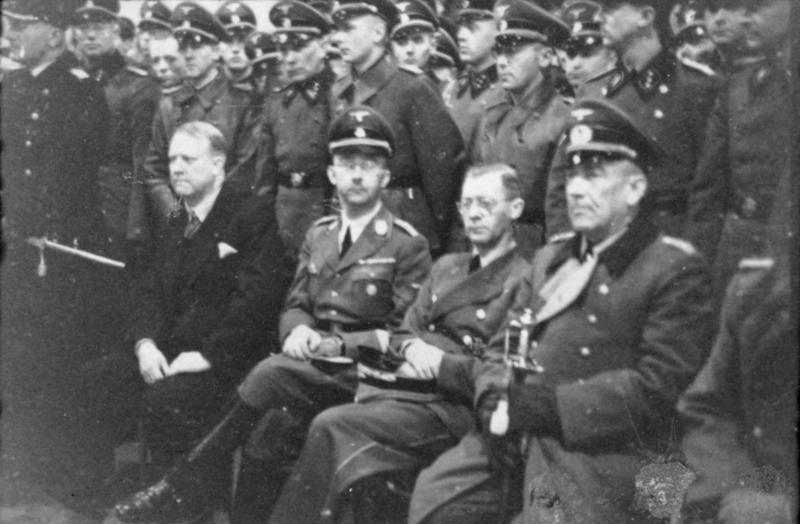
Terboven (sentado em segundo da direita) com Quisling, Himmler e von Falkenhorst.

Terboven foi nomeado Reichskommissar da Noruega em 24 de abril de 1940, mesmo antes de a invasão militar ser concluída em 10 de junho de 1940. Ele se mudou para Skaugum, a residência oficial do Príncipe da Noruega.
Reichskommissar Terboven só tinha autoridade de supervisão sobre a administração civil na Noruega. A administração civil alemã não governou a Noruega diretamente, entretanto, permaneceu relativamente pequena. Os assuntos diários eram administrados pela administração estatal norueguesa existente, chefiada por um gabinete interino e depois pelo gabinete Quisling. Terboven não tinha autoridade sobre as 400 000 forças regulares do Exército Alemão estacionadas na Noruega, que estavam sob o comando do Generaloberst Nikolaus von Falkenhorst, mas ele comandava uma força pessoal de cerca de 6 000 homens, dos quais 800 faziam parte da polícia secreta.
Em contraste com as forças militares comandadas por Falkenhorst, que visavam chegar a um entendimento com o povo norueguês e estavam sob as ordens de Falkenhorst de tratar os noruegueses com cortesia, Terboven se comportou da mesma maneira mesquinha e implacável que fez como governador de Rheinprovinz, e era amplamente odiado, não só pelos noruegueses, mas também por muitos alemães. A partir de 1941, ele se concentrou cada vez mais em esmagar a resistência militar irregular contra os alemães, declarando a lei marcial em Trondheim em 1942 e ordenando a destruição de Telavåg. Goebbels expressou aborrecimento em seu diário sobre o que ele chamou de "táticas de intimidação" de Terboven contra os noruegueses, uma vez que alienaram a população contra os alemães. Terboven, no entanto, permaneceu no comando final da Noruega até o final da guerra em 1945, mesmo após a proclamação de um regime fantoche norueguês sob Vidkun Quisling, o governo Quisling. Em 18 de dezembro de 1944, Falkenhorst foi demitido de seu comando por se opor a certas políticas radicais de Terboven.
Como a maré da guerra se voltou contra a Alemanha, a aspiração pessoal de Terboven era organizar uma "Fortaleza da Noruega" (Festung Norwegen) para a última resistência do regime nazista. O sucessor de Hitler, o almirante Dönitz, demitiu Terboven de seu posto como Reichskommissar em 7 de maio, transferindo seus poderes para o general Franz Böhme.

### Impacto de sua regra nos campos de prisioneiros
Terboven também planejou campos de concentração na Noruega, estabelecendo o campo de concentração de Falstad perto de Levanger e o campo de concentração de Bredtvet em Oslo no final de 1941.
Em 18 de julho de 1942, ocorreu o massacre de Beisfjord. Terboven ordenou o massacre alguns dias antes.
Em julho de 1942, pelo menos um guarda alemão empregado no campo de prisioneiros de Korgen foi morto. O comandante ordenou a retribuição: execução a tiros de "39 prisioneiros em Korgen e 20 em Osen"; nos dias que se seguiram, Terboven também ordenou retaliação: cerca de 400 prisioneiros baleados e mortos em vários campos.

## Morte
Com o anúncio da rendição da Alemanha, Terboven cometeu suicídio em 8 de maio de 1945 ao detonar 50 kg de dinamite em um bunker no complexo de Skaugum. Ele morreu ao lado do corpo do Obergruppenführer Wilhelm Rediess, SS e líder da polícia e comandante de todas as tropas da SS na Noruega, que havia se matado antes. 

## Retratação na cultura popular
No filme de 1965, Os Heróis de Telemark, Josef Terboven foi interpretado pelo ator inglês Eric Porter.
Ele é retratado no filme Hamsun de 1996, de Edgar Selge.
Um personagem semelhante a ele aparece na campanha para um jogador do Battlefield V e interroga o jogador durante uma cena.
Josef Terboven foi interpretado por Alexander Scheer no filme em língua norueguesa de 2019 Spionen, "The Spy", sobre a atriz e espiã norueguesa Sonja Wigert. Desde 1941 ela colaborou com o movimento de resistência norueguês e desde 1942 ela foi uma espiã sueca com o pseudônimo de "Bill". Em várias ocasiões, ela foi enviada de volta à Noruega para tentar obter acesso aos principais oficiais alemães. Um de seus alvos era Josef Terboven e pode ter envolvido ela como sua "amante".